# Олександр Ляницький
Олександр Ляницький (дати народження і смерті невідомі) — львівський живописець кінця XVII, початку XVIII століття.

## Творчість
1698 року створис іконостас для каплиці Трьох святителів (його фрагмент зберігається у Національному музеї у Львові).
Вважається, що він виконав настінні розписи у будинку М. Красовського на Бляхарській вулиці, портрети М. Красовського та А. Красовської (близько 1714 року; Львівський історичний музей).